# Plontana
Plontana (1107 m) – szczyt na Słowacji w paśmie Magury Spiskiej. Znajduje się we wschodniej części jej głównego grzbietu, pomiędzy Riňavą (1005 m) a Wietrznym Wierchem (1111 m). Jest to szczyt o czterech niewybitnych wierzchołkach, z których dwa znajdują się w grzbiecie głównym, a dwa w bocznym, opadającym poprzez Zbojnícky stôl do Drużbaków Wyżnych. Na Plontanie następuje bowiem załamanie grani. Przełęcz oddzielająca skrajny południowy wierzchołek Plontany od Zbojníckiego stôlu na mapie Słowacji ma nazwę Pod Zbojníckym stôlom, na szlaku turystycznym natomiast opisana jest tabliczką jako Plontana 1040 m. Przełęcz oddzielająca skrajny północny wierzchołek Plontany od Wietrznego Wierchu na mapie nie ma nazwy, na tabliczce turystycznej opisana jest jako Plontana 1050 m.
Przez Plontanę prowadzą dwa szlaki turystyki pieszej, nie przechodzą jednak przez jej wierzchołki. Szlak zielony trawersuje je wszystkie po wschodniej lub północnej stronie, szlak niebieski po południowej stronie. Krzyżują się z sobą na przełęczy Pod Zbojníckim stôlom. Na przełęczy Plontana 1050 m szlak zielony krzyżuje się ze szlakami rowerowymi.
Plontana jest całkowicie porośnięta lasem, jednak silna wichura w listopadzie 2004 r. wyłamała znaczne połacie lasu, wskutek czego z trasy turystycznej w wielu miejscach rozciągają się szerokie panoramy widokowe.

## Szlaki turystyczne
Przełęcz Magurska – Jawor – Przełęcz Toporzecka – Kamieniarka – Riňava – Plontana – Sovia poľana – Drużbaki Wyżne. 4.30 h
  Pod Zbojníckym stôlom – Plontana – Wietrzny Wierch